# آلتروز
آلتروز (Altrose) یک قند آلدوهگزوزی است. D-آلتروز نوعی منوساکارید است که در طبیعت یافت نمی‌شود. این قند در آب محلول است ولی عملاً در متانول محلول نمی‌باشد. با این تفاصیل، L-آلتروز از برخی سوش‌های باکتری بوتیریویبریو فیبریسولونس (Butyrivibrio fibrisolvens) جداسازی شده است. آلتروز یک اپیمر C-3 از مانوز است. صورتبندی (Conformation) حلقوی آلفا-آلتروپیرانوزید در مقایسه با اکثر آلدوهگزوپیرانوزیدهای دیگر، به استثنای ایدوز (Idose) منعطف است.

Haworth projections of various forms of D-altrose